# Phai mờ Troxler

Trong ví dụ này, các điểm màu hồng trong ảo ảnh "lilac chaser" sẽ biến mất trong vòng vài giây nếu người xem nhìn vào dấu cộng đen đủ lâu. Sau cùng chỉ còn lại nền màu xám và dấu cộng đen. Một số người xem có thể nhận thấy rằng không gian chuyển động đã mờ dần thành một điểm màu xanh lục chuyển động, có thể có một vệt ngắn theo sau nó. Hơn nữa, di chuyển mắt khỏi hình ảnh sau một khoảng thời gian có thể dẫn đến dư ảnh ngắn và mạnh về một vòng tròn với các đốm màu xanh lục.

Phai mờ Troxler, hay Hiệu ứng Troxler, là một ảo giác quang học tác động đến thị giác. Khi một người cố nhìn vào một điểm cụ thể dù chỉ trong một thời gian ngắn, những kích thích ổn định nằm ngoài điểm cố định sẽ mờ dần và biến mất. 

## Phát hiện
Người đầu tiên khám phá ra hiệu ứng Troxler là nhà triết học đồng thời là bác sĩ người Thụy Sĩ Ignaz Paul Vital Troxler. Ông phát hiện ra hiệu ứng này vào năm 1804, khi ông còn hành nghề tại Viennanhận thấy nếu ai đó nhìn chằm chằm vào một điểm cố định trong thời gian ngắn, các hình ảnh ngoại vi dần biến mất.

## Quá trình hình thành ảo giác

### Sự thích ứng thần kinh
Nguyên nhân gây ra hiệu ứng Troxler được cho là do những tế bào thần kinh quan trọng có sự điều chỉnh để tiếp nhận các kích thích trong hệ thống thị giác. Đó là một phần quan trọng của nguyên tắc chung trong hệ thống giác quan: những kích thích ổn định sẽ sớm biến mất khỏi nhận thức của chúng ta. Lấy ví dụ, nếu một mảnh giấy nhỏ rơi vào bên trong cẳng tay của một người, họ có thể cảm thấy mảnh giấy chạm vào họ trong một khoảng thời gian ngắn. Tuy nhiên, cảm giác đó sẽ biến mất rất nhanh. Điều này là do các tế bào thần kinh xúc giác đã thích ứng và bắt đầu không còn cảm nhận được những kích thích không quan trọng. Nhưng nếu người đó tiếp tục lắc lư cánh tay lên xuống, tạo ra nhiều kích thích không ổn định, thì họ sẽ tiếp tục cảm nhận được mảnh giấy.

## Thực tế trong đời sống
- Khi nhìn chăm chú vào Gương đủ lâu, bạn sẽ thấy khuôn mặt mình dần biến dạng hoặc thậm chí trở thành những thứ đáng sợ do hiệu ứng Troxler. Vùng ngoại vi khuôn mặt bạn có thể bị kéo dãn hoặc biến mất. Miệng của bạn bị kéo căng sang một bên, phần trán bị trộn lẫn với má và lông mày rũ xuống tới cằm.[2]

- Hiệu ứng Troxler cũng có thể xảy ra ở một số hệ thống thần kinh khác của cơ thể. Ví dụ, khi bạn đeo đồng hồ, lúc đầu bạn nhận thấy trọng lượng của nó trên cổ tay và dây đeo chạm vào da. Sau vài phút, cảm giác này hoàn toàn biến mất. Đồng hồ vẫn ở trên tay nhưng bạn không còn cảm thấy nó nữa.[2]